# Lymantria dubiosa
Lymantria dubiosa är en fjärilsart som beskrevs av Aurivillius 1894. Lymantria dubiosa ingår i släktet Lymantria och familjen tofsspinnare. Inga underarter finns listade i Catalogue of Life.